# Alfonso Pérez (pugile)
Alfonso Pérez (Cartagena de Indias, 16 gennaio 1949) è un ex pugile colombiano.

## Palmarès

### Olimpiadi
- 1 medaglia:
  - 1 bronzo (Monaco di Baviera 1972 nei pesi leggeri)

### Giochi panamericani
- 1 medaglia:
  - 1 argento (Cali 1971 nei pesi leggeri)